# Summerside (Ilha do Príncipe Eduardo)
Summerside é a segunda cidade mais populosa da província canadense de Ilha do Príncipe Eduardo. Sua área é de 28.36 km² e sua população é de 14,654 habitantes (do censo nacional de 2001).